# 1943 год в истории изобразительного искусства СССР
1943 год был отмечен рядом событий, оставивших заметный след в истории советского изобразительного искусства.

## События
- 23 февраля в Москве в Центральном Доме Красной Армии им. М. В. Фрунзе открылась выставка «Красная Армия в борьбе с немецко-фашистскими захватчиками»[1].

- В феврале в Ленинграде в Доме Красной Армии им. С. М. Кирова открылась выставка "25 лет Красной Армии" при участии 60 ленинградских живописцев, графиков, скульпторов.

- В марте в Москве в Государственном Историческом музее открылась выставка "Военно-морской флот в Великой Отечественной войне"[2].

- Весенняя выставка ленинградских художников открылась в залах Ленинградского Союза советских художников. Экспонировалось свыше 300 произведений живописи, графики, скульптуры 77 авторов,[3] среди них работы Петра Белоусова, Владимира Конашевича, Валентина Курдова, Владимира Малагиса, Ярослава Николаева, Анны Остроумовой-Лебедевой, Вячеслава Пакулина, Алексея Пахомова, Виктора Прошкина, Анатолия Прошкина, Константина Рудакова, Иосифа Серебряного, Владимира Серова, Николая Тимкова.

- В июле в Ленинграде открылась "Первая выставка художников-фронтовиков". Экспонировалось свыше 400 произведений живописи, графики, скульптуры 37 авторов,[4] в том числе Николая Володимирова, Юрия Непринцева, Льва Орехова, Игоря Скоробогатова, Николая Тимкова и других художников.

- 8 ноября в Москве в Государственной Третьяковской галерее открылась Всесоюзная художественная выставка "Героический фронт и тыл", работавшая по 19 сентября 1944 года.[5] Экспонировалось 728 произведений живописи, скульптуры, графики, декоративно-прикладного и театрально-декорационного искусства 283 авторов.

- 23 ноября в Москве в Центральном Доме Красной Армии им. М. В. Фрунзе открылась «Первая выставка художников Ленинградского фронта», показанная ранее в Ленинграде.

## Родились
- 4 мая — Шемякин Михаил Михайлович, российский график, скульптор, театральный художник, лауреат Государственной премии Российской Федерации.
- 2 июля — Рухин Евгений Львович, художник, представитель неофициального искусства (ум. в 1976).
- 3 июля — Волкова Ольга Александровна, советский художник-плакатист (ум. в 1993).
- 6 октября — Шилов Александр Максович, российский живописец, Народный художник СССР.
- 12 декабря — Кириллова Лариса Николаевна, российский советский живописец и педагог, Заслуженный художник Российской Федерации, действительный член Российской Академии художеств.
- 30 декабря — Баранов Леонид Михайлович, российский скульптор, член-корреспондент Российской Академии Художеств.

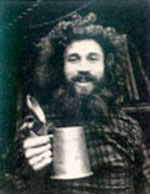
Евгений Рухин

## Скончались
- 17 февраля — Богаевский Константин Фёдорович, русский художник-пейзажист, Заслуженный деятель искусств РСФСР (род. в 1872).
- 15 апреля — Лентулов Аристарх Васильевич, русский советский художник (род. в 1882).
- 13 декабря — Клюн Иван Васильевич, русский живописец, график, скульптор (род. в 1873).

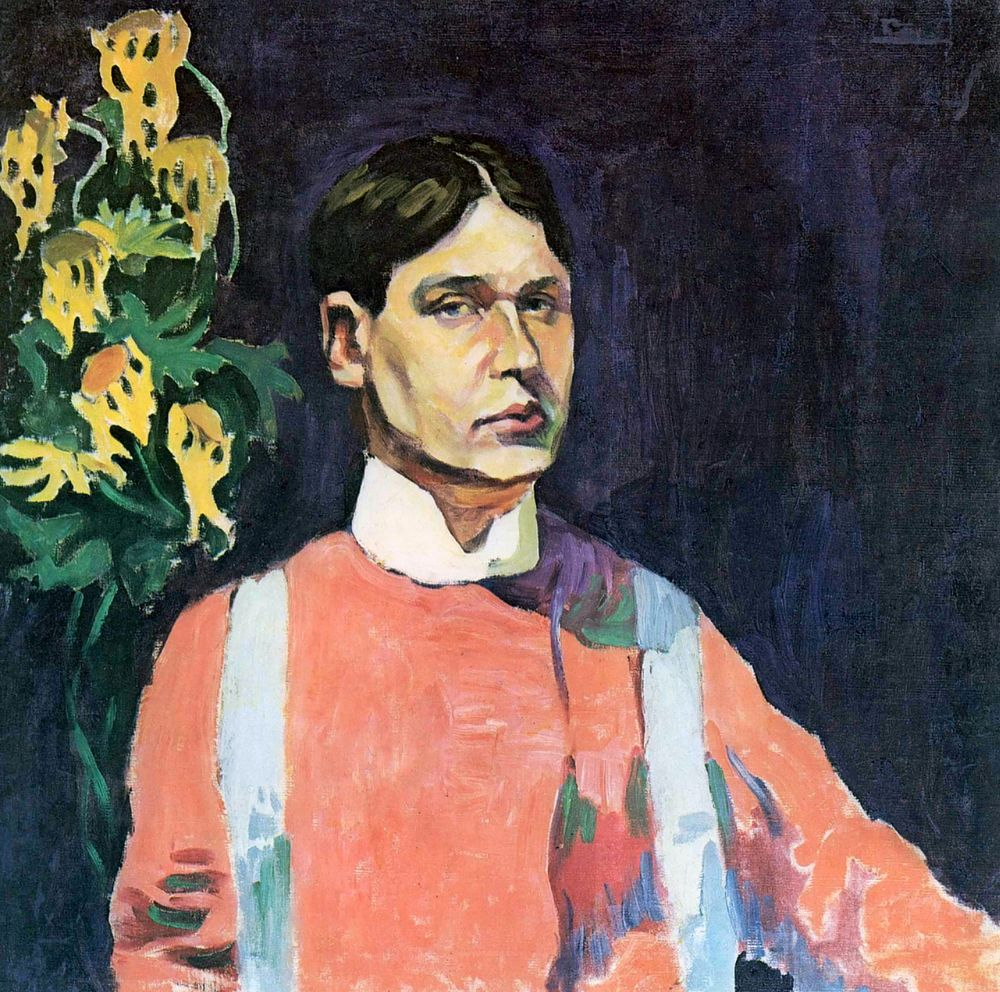
А. В. Лентулов
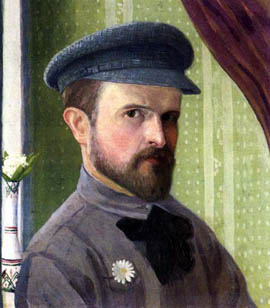
И. В. Клюн